# رانی یو
رانی یو یان تای (انگلیسی: Ronny Yu Yan-Tai؛ زادهٔ ۱۹۵۰ میلادی) کارگردان فیلم، تهیه‌کننده فیلم و فیلم‌نامه‌نویس اهل هنگ کنگ است.
از فیلم‌های او می‌توان به خود ترس، میراث خشم، عروس چاکی، ایالت پنجاه و یکم، فردی علیه جیسون، بی‌باک و نجات ژنرال یانگ اشاره کرد.